# Álex Phillips junior
Álex Phillips Bolaños (* 11. Januar 1935 in Mexiko-Stadt, Mexiko; † 12. Februar 2007 ebenda) war ein mexikanischer Kameramann.

## Leben
Der Sohn des kanadischstämmigen Kameramanns Alex Phillips, dem wohl bestbeschäftigen Vertreter seines Berufsstandes beim mexikanischen Film, hatte sich von 1955 bis 1958 am Montréaler Institut für fotografische Künste ausbilden lassen und arbeitete sich in der Folgezeit vom Kameraassistenten und einfachen Kameramann zum Chefkameramann hoch. In dieser Zeit, von 1958 bis 1964, wurde er auf Vermittlung seines Vaters sogar der Hausfotograf des damaligen mexikanischen Staatspräsidenten Adolfo López Mateos. Álex Phillips junior fotografierte ab 1964 eine Unmenge an mexikanischen Unterhaltungsfilmen, die jedoch außerhalb der spanischsprachigen Welt so gut wie nie zur Kenntnis genommen wurden.
Er fotografierte Schnulzen und Dramen, Komödien und Melodramen, Historienepen und raubauzige Actionstoffe. Mehrfach – vor allem seit den frühen 1970er Jahren – stand Phillips junior auch bei US-Produktionen hinter der Kamera, wenn Mexiko der Drehort war. Dies brachte ihn mit so verschiedenartigen Hollywoodstars wie Anthony Perkins, Robert De Niro, Sidney Poitier, Robert Mitchum, Rita Hayworth, Charles Bronson, Peter O’Toole, Richard Chamberlain und Michael Douglas zusammen. Am besten ist Phillips für seine Kameraarbeit zu Sam Peckinpahs brutalem 70er-Jahre-Klassiker Bring mir den Kopf von Alfredo Garcia in Erinnerung. Nach über 120 Filmen in nur vier Jahrzehnten beendete Álex Phillips junior zur Jahrtausendwende seine aktive Laufbahn.
Phillips hatte mit seiner Ehefrau Genoveva Desgagnes drei Kinder.

## Filmografie
- 1961: Yanco
- 1963: The Fool Killer (UA: 1965)
- 1964: Bello amenecer
- 1965: Millionario a gor go
- 1965: Viento distante
- 1966: Caña brava
- 1966: Los mediocres
- 1967: Operación Tiburón
- 1967: La chica del lunes
- 1968: Agente 00 sexy
- 1968: Me casé con un cura
- 1969: Luna de miel en Puerto Rico
- 1969: 24 horas de placer
- 1969: Andante
- 1969: Wer die Killer ruft (The Swap)
- 1970: Fray Don Juan
- 1970: Tötet Emilio Z. (Emiliano Zapata)
- 1971: River of Gold
- 1971: El ídolo
- 1971: Una vez en la noche
- 1971: Der Weg der Verdammten (Buck and the Preacher)
- 1972: Zum Teufel mit Hosianna (The Wrath of God)
- 1972: Vanessa
- 1972: Mécanica nacional
- 1973: De que color es el viento
- 1973: Bring mir den Kopf von Alfredo Garcia (Bring Me the Head of Alfredo Garcia)
- 1974: En busca de un muro
- 1974: The Savage Is Loose
- 1975: Nachts, wenn die Leichen schreien (The Devil‘s Rain)
- 1975: Freitag und Robinson (Man Friday)
- 1976: Tödliches Inselparadies (Foxtrot)
- 1976: Hetzjagd in Canon (Canoa)
- 1976: Der Supermann des Wilden Westens (The Great Scout & Cathouse Thursday)
- 1976: Die Maurer (Los albañiles)
- 1977: La güera Rodríguez
- 1978: El complot mongol
- 1978: Spree – Rocker der Wüste (Survival Run)
- 1978: Amok-Jagd (Wolf Lake)
- 1979: Good Luck, Miss Wyckoff
- 1979: Heiße Hölle Acapulco (Sunburn)
- 1980: Der Schatz von Caboblanco (Caboblanco)
- 1980: Fade to Black – Die schönen Morde des Eric Binford (Fade to Black)
- 1981: Satisfaction (High Risk)
- 1981: Der Hornochse und sein Zugpferd (La chèvre)
- 1981: Die Verführung (La seducción)
- 1981: Macabra – Die Hand des Teufels (Demonoid: Messenger of Death)
- 1982: Sorceress – Die Mächte des Lichts (Sorceress)
- 1982: Lagunilla 2
- 1983: Dos de abajo
- 1983: Surf 2
- 1984: Auf der Jagd nach dem grünen Diamanten (Romancing the Stone)
- 1984: Blame It on the Night
- 1984: The Trouble with Spies
- 1984: Cocaine Paradise
- 1985: Staubige Dollars (Little Treasure)
- 1985: Quatermain – Auf der Suche nach dem Schatz der Könige (King Solomon’s Mines)
- 1985: Murphys Gesetz (Murphy‘s Law)
- 1986: Feuerwalze (Firewalker)
- 1986: Quatermain II – Auf der Suche nach der geheimnisvollen Stadt (Allan Quatermain and the Lost City of Gold)
- 1986: Der Berserker (Number One With a Bullet)
- 1987: Born in East L.A.
- 1990: Blaues Blut (deutsche Fernsehserie)
- 1991: Mujer de cabaret
- 1991: Burbujas de Amor
- 1991: Tropical Heat (Sweating Bullets, kanadische Fernsehserie)
- 1992: Ein Mord zuviel (Hostage)
- 1992: La tarea prohibida
- 1993: Entre el poder y el desto
- 1994: La Chilindrina en Apuros
- 1994: Mujeres infieles
- 1995: Perdóname todo
- 1995: Bésame en la boca
- 1996: La mujer de los dies
- 1998: Señora (drei Folgen dieser Fernsehserie)
- 1999: Luminarias
- 2000: Casi el infierno